# Saint-Germain-de-Tallevende-la-Lande-Vaumont
Saint-Germain-de-Tallevende-la-Lande-Vaumont település Franciaországban, Calvados megyében. Lakosainak száma 1945 fő (2018. január 1.). Saint-Germain-de-Tallevende-la-Lande-Vaumont Champ-du-Boult, Maisoncelles-la-Jourdan, Roullours, Saint-Manvieu-Bocage, Vire, Gathemo, Chaulieu, Vengeons és Vire-Normandie községekkel határos.

## Népesség
A település népessége az elmúlt években az alábbi módon változott:
| Lakosok száma | 1694 | 1391 | 1650 | 1584 | 1731 | 2000 | 1954 | 1989 | 1993 | 1945 |
|               | 1962 | 1968 | 1982 | 1990 | 1999 | 2008 | 2011 | 2013 | 2017 | 2018 |